# Trilbardou
Trilbardou ist eine französische Gemeinde mit 692 Einwohnern (Stand 1. Januar 2022) im Département Seine-et-Marne in der Region Île-de-France. Der Ort befindet sich acht Kilometer westlich von Meaux am Canal de l’Ourcq. Trilbardou gehört zum Gemeindeverband Communauté d’agglomération du Pays de Meaux.

## Sehenswürdigkeiten
- Kirche Sainte-Geneviève, erbaut im 13. Jahrhundert und im 18. Jahrhundert verändert
- Schloss, erbaut im 18./19. Jahrhundert nach Plänen des Architekten Alexandre-Théodore Brongniart
- Schöpfwerk für den Canal de l’Ourcq, erbaut 1869 (Monument historique)

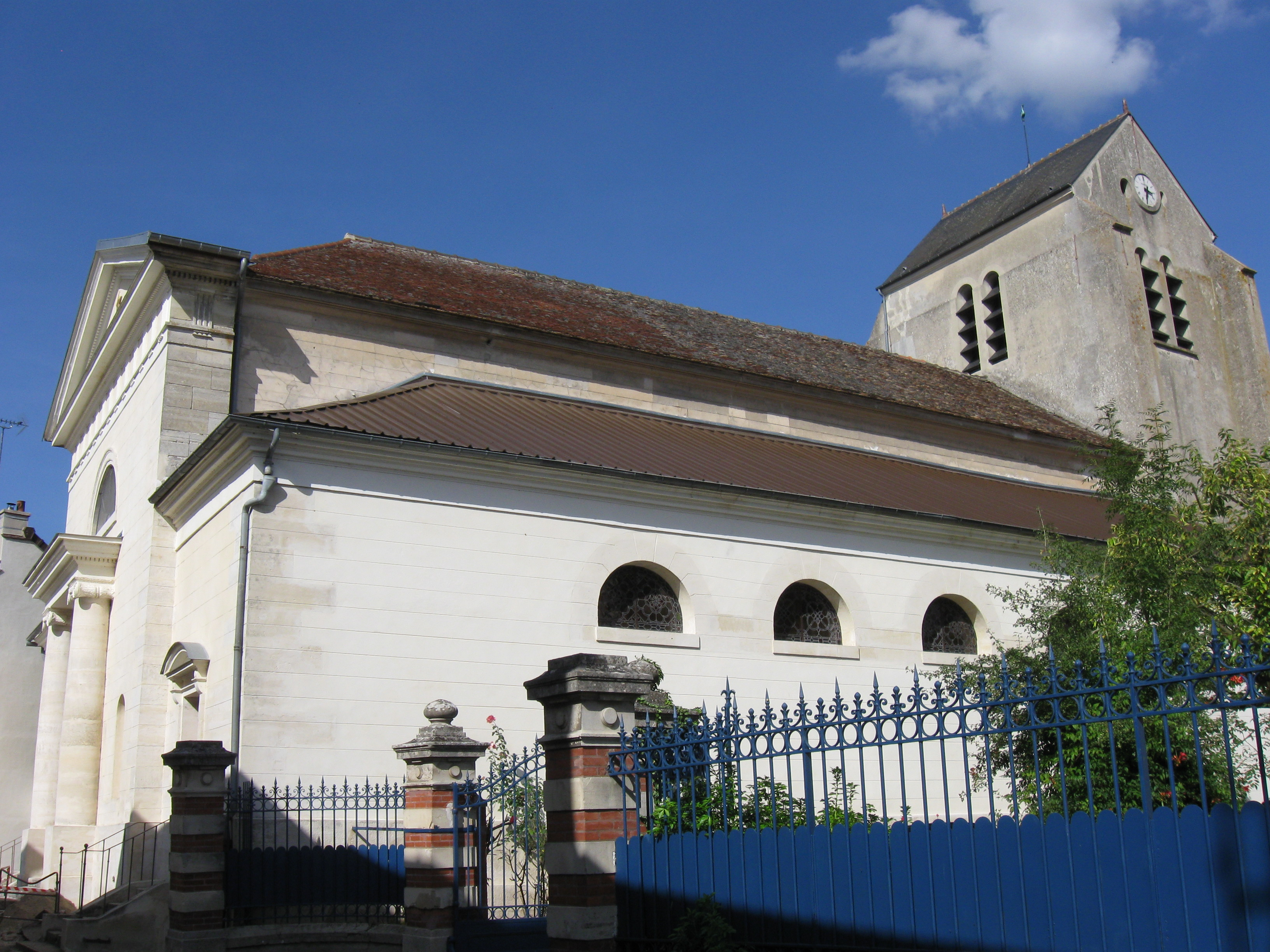
Kirche Sainte-Geneviève